# 清雲院
清雲院（1581年—1660年），又名於奈津、於夏，父親是伊勢北畠氏的舊臣長谷川藤道，母不明。是德川家康的側室。
由於於奈津的兄長藤廣是德川家康侍衛的關係，慶長二年（1597年），十七歲的於奈津被家康召見，並且受到家康的寵愛，不過於奈津並沒有生孩子。同時，於奈津和兄長藤廣開始接觸國際貿易。
之後，於奈津和同樣擅長管理金錢的於梶之方（英勝院）兩人，被家康委託管理駿府城金錢的進出，有戡定奉行的作用，且保管四百萬兩金庫的鑰匙。於梶和於奈津杜絕了在駿府城內的資源濫用，兩人都沒有辜負家康的期待。
元和二年（1616年），家康去世，享年七十五歲。家康去世後，才三十五歲的於奈津和其他的側室依照家康的遺命，奉命出家，法名清雲院。之後於奈津繼續住在江戶城三之丸，被授予伙食費五百石。明曆元年（1655年），根據幕府的想法，於奈津的養子創立三郎左衛門藤該一家。
萬治三年（1660年），於奈津以八十歲高齡逝世，家康去世時她才三十五歲。她去世的時候，已經是四代將軍家綱的時代。由於那時家康的側室只剩下於奈津活著，因此晚年十分受到重視。於奈津的墓在小石川傳通院。

## 登場作品
影視劇
- 關原 (電視劇)（1981年、TBS、演：古手川祐子）
- 葵德川三代（2000年、NHK大河劇、演：松尾亞久理）
- 影武者德川家康（2014年、東京電視台、演：VANRI）